# Willis Gibson
Willis Gibson, noto anche con lo pseudonimo di Blue Scuti (Stillwater, 27 gennaio 2010), è un videogiocatore di Tetris statunitense, noto per aver completato per primo Tetris su NES, causando un crash al livello 157 nel 2023.
Ha ottenuto notorietà internazionale dopo l’impresa, con interviste su The New York Times e Good Morning America.
Si è avvicinato a Tetris all’età di 11 anni dopo aver visto contenuti su YouTube, iniziando a giocare in modo competitivo con la tecnica del rolling. Partecipa a tornei come il Classic Tetris World Championship, dove si è classificato terzo in due occasioni. È considerato uno dei migliori giocatori statunitensi e tra i più noti a livello globale.
È protagonista del documentario del 2025 Blue Scuti: Tetris Crasher, prodotto da Legendary Pictures e diretto da Chris Moukarbel.

## Biografia
Willis Gibson è nato il 27 gennaio 2010 da Karin Cox, insegnante di matematica, e Adam Gibson, deceduto il 14 dicembre 2023. Poco prima della sua morte, Adam aveva assistito alla prima vittoria dal vivo di Willis in un torneo regionale a Kansas City e aveva commissionato un'insegna al neon con il nickname del figlio come regalo di Natale. Dopo la scomparsa del padre per un infarto, Willis gli ha dedicato il proprio successo nel raggiungimento del crash del gioco. Da allora porta con sé, a ogni torneo, un peluche con la scritta "I Love You Dad".
Oltre a Tetris e ad altri giochi retrò, tra i suoi hobby figurano le sale giochi, il bowling, il ciclismo e il cubo di Rubik. Ha dichiarato di voler mantenere gli studi come priorità e di voler destinare eventuali premi al finanziamento dell’università. Tra i suoi interessi futuri, vi è anche il gioco competitivo di Super Mario Bros.

## Carriera
Willis Gibson ha iniziato a giocare alla versione NES di Tetris nel 2021, all'età di 11 anni, dopo essersi appassionato guardando video su YouTube. In precedenza aveva manifestato interesse per videogiochi come Geometry Dash, Minecraft e Rocket League. Per permettergli di migliorare, sua madre gli procurò una console RetroN e un monitor CRT dismesso.

Da semplice passatempo, il gioco divenne presto un'attività competitiva. Gibson iniziò a giocare online e a trasmettere in diretta con il nickname "Blue Scuti", ispirato alla stella UY Scuti. Nel 2023 partecipò a diversi tornei, tra cui il Classic Tetris World Championship, classificandosi terzo e risultando uno dei più giovani partecipanti. Il 2 dicembre 2023 vinse il suo primo torneo dal vivo in un evento regionale a Kansas City.

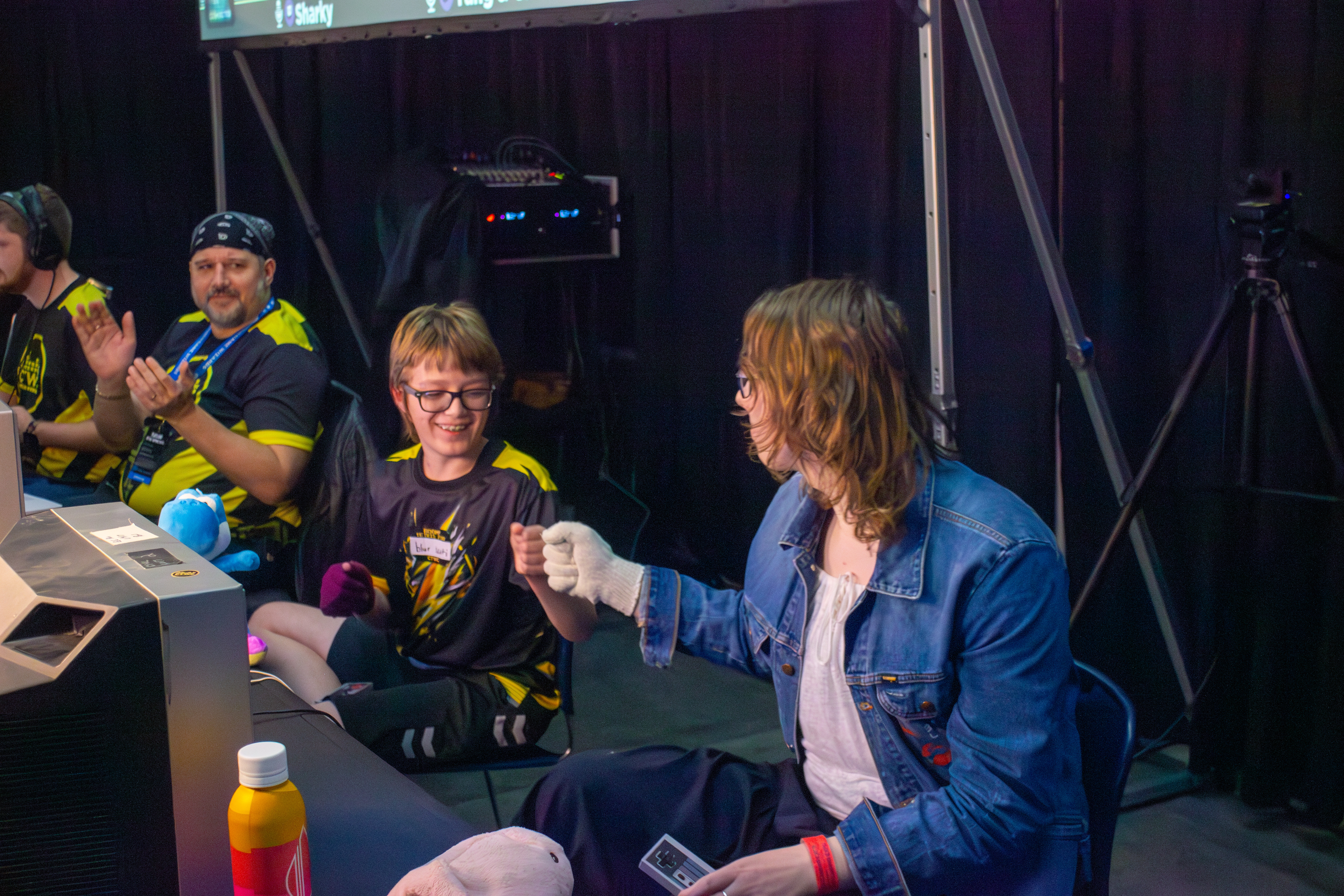
Willis Gibson con Eve Commandeur ("Sidnev") durante le semifinali del Classic Tetris World Championship 2023.

Dopo il CTWC di ottobre 2023, Gibson intraprese il tentativo di essere il primo giocatore a "battere il gioco" nella versione NES di Tetris, cioè raggiungere un punto nel gioco in cui il codice genera un crash a causa dei limiti hardware del sistema. Prima di lui questo traguardo era stato raggiunto solo da intelligenze artificiali o con l'ausilio di tool assistiti.
Ispirato dal giocatore e youtuber Justin Yu ("Fractal161"), Gibson si esercitò nelle fasi più avanzate del gioco, caratterizzate da livelli difficili come "Dusk" e "Charcoal", noti per i loro colori scuri dovuti a un glitch di memoria. 
Il 21 dicembre 2023 Gibson raggiunse il livello 157, causando il game crash e diventando il primo giocatore a "battere il gioco" su NES. La partita, durata 38 minuti, fu caricata sul suo canale YouTube il 2 gennaio 2024 e rappresentava anche il punteggio più alto mai registrato nel gioco fino a quel momento.
L'impresa attirò l'attenzione dei media, ricevendo apprezzamenti dalla CEO della The Tetris Company, Maya Rogers, e dal presidente del CTWC, Vince Clemente, che la definì "incredibile" e inaspettata. La frase di Gibson "I can't feel my fingers", pronunciata dopo la vittoria, fu scelta come citazione del giorno da The New York Times. Nel gennaio 2024, i cofondatori di Tetris, Alexey Pajitnov e Henk Rogers, incontrarono Gibson in videochiamata e successivamente di persona durante un evento ad anniversario a Los Angeles.
La sua impresa fu associata a una rinnovata attenzione culturale verso Tetris, stimolata anche dall’uscita del film Tetris nel 2023. Un video in cui Gibson, al momento del crash, manifesta emozione intensa divenne virale.
Gibson ha partecipato al torneo Heart of Texas a Waco nel gennaio 2024, dove, nonostante la sconfitta in semifinale, contribuì a un aumento di popolarità e interesse per l'evento.
Il 23 gennaio 2024, il divulgatore John Green annunciò che Complexly avrebbe sponsorizzato Gibson. Nel maggio 2024 Gibson fu inserito nella Oklahoma Sports Hall of Fame, che ospitò in una mostra temporanea l'attrezzatura usata durante il playthrough con il crash.
Nel giugno 2024 Gibson partecipò nuovamente al Classic Tetris World Championship, eguagliando il record di 16 maxouts per assicurarsi il primo seed, ma fu eliminato nei quarti di finale. In quello stesso mese prese parte a un evento promozionale dedicato al ModRetro Chromatic, una console clone del Game Boy Color, vincendo contro celebrità come lo skateboarder Aaron Homoki e il wrestler della WWE Logan Paul, per poi perdere in finale contro Andrew Artiaga.
Logan Paul dedicò un documentario al suo incontro con Gibson, definendolo l'avversario più difficile mai affrontato.
Nel giugno 2025 Gibson tornò a competere al Classic Tetris World Championship, dove fu eliminato in semifinale dal campione in carica Alex Thach.